# Cladopelma kamalanagari
Cladopelma kamalanagari är en tvåvingeart som beskrevs av Jai Kisahn Maheshwari och Agarwal 1993. Cladopelma kamalanagari ingår i släktet Cladopelma och familjen fjädermyggor.
Artens utbredningsområde är Uttar Pradesh (Indien). Inga underarter finns listade i Catalogue of Life.